# Drumul european E67
E67 este un drum european ce leagă orașele Praga, Varșovia, Suwałki, Kaunas, Riga și Tallinn, incluzând și traversarea cu feribotul până la Helsinki. El trece astfel prin Cehia, Polonia, Lituania, Letonia, Estonia și Finlanda. Porțiunea de 970 km din Varșovia până la Tallinn poartă numele de Via Baltica.